# Pseudocoremia terrena
Pseudocoremia terrena är en fjärilsart som beskrevs av Alfred Philpott 1915. Pseudocoremia terrena ingår i släktet Pseudocoremia och familjen mätare. Inga underarter finns listade i Catalogue of Life.